# علي ناغييف
علي ناجي أوغلو ناجييف (8 نوفمبر 1958، مقاطعة بابك، جمهورية نخجوان الاشتراكية السوفياتية الذاتي) - هو رئيس جهاز أمن الدولة في جمهورية أذربيجان، يحمل رتبة كولونيل عام.

## حياته
ولد علي ناغييف في مقاطعة بابك 8 نوفمبر عام 1958. تخرج من المعهد التربوي الأذربيجاني في عام 1981. بدأ فعليته العمل في 1975. تم تعيين علي ناغييف نائبا لوزير الأمن القومي لجمهورية أذربيجان بأمر من رئيس جمهورية أذربيجان في 16 مارس 2005. وحصل أعلى رتبة عسكرية برتبة لواء في 27 مارس عام 2006 بأمر من رئيس جمهورية أذربيجان إلهام علييف.
في 7 ديسمبر عام 2020 منح علي ناغييف أعلى رتبة عسكرية برتبة كولونيل عام. 